# Glenea pseudomephisto
Glenea pseudomephisto é uma espécie de escaravelho da família Cerambycidae. Foi descrita por Stephan von Breuning em 1969.